# Melicerita subantarctica
Melicerita subantarctica är en mossdjursart som beskrevs av Jean-Loup d'Hondt 1985. Melicerita subantarctica ingår i släktet Melicerita och familjen Cellariidae. Inga underarter finns listade i Catalogue of Life.